# Charency
Charency és un municipi francès situat al departament del Jura i a la regió de Borgonya - Franc Comtat. L'any 2007 tenia 52 habitants.

## Demografia

### Població
El 2007 la població de fet de Charency era de 52 persones. Hi havia 12 famílies de les quals 4 eren parelles sense fills, 4 parelles amb fills i 4 famílies monoparentals amb fills.
La població ha evolucionat segons el següent gràfic:
Habitants censats

### Habitatges
El 2007 hi havia 23 habitatges, 18 eren l'habitatge principal de la família, 3 eren segones residències i 2 estaven desocupats. 22 eren cases i 1 era un apartament. Dels 18 habitatges principals, 16 estaven ocupats pels seus propietaris i 2 estaven llogats i ocupats pels llogaters; 2 tenien tres cambres, 6 en tenien quatre i 10 en tenien cinc o més. 15 habitatges disposaven pel capbaix d'una plaça de pàrquing. A 10 habitatges hi havia un automòbil i a 8 n'hi havia dos o més.

### Piràmide de població
La piràmide de població per edats i sexe el 2009 era:
| Homes | Edats   | Dones |
| ----- | ------- | ----- |
| 0     | 95 o +  | 0     |
| 0     | 90 a 94 | 0     |
| 0     | 85 a 89 | 0     |
| 0     | 80 a 84 | 0     |
| 4     | 75 a 79 | 4     |
| 4     | 70 a 74 | 0     |
| 0     | 65 a 69 | 0     |
| 0     | 60 a 64 | 0     |
| 0     | 55 a 59 | 0     |
| 0     | 50 a 54 | 0     |
| 0     | 45 a 49 | 0     |
| 0     | 40 a 44 | 0     |
| 4     | 35 a 39 | 0     |
| 4     | 30 a 34 | 0     |
| 0     | 25 a 29 | 4     |
| 0     | 20 a 24 | 0     |
| 0     | 15 a 19 | 0     |
| 0     | 10 a 14 | 0     |
| 0     | 5 a 9   | 0     |
| 4     | 0 a 4   | 0     |

## Economia
El 2007 la població en edat de treballar era de 29 persones, 25 eren actives i 4 eren inactives. De les 25 persones actives 24 estaven ocupades (13 homes i 11 dones) i 1 aturada (1 home). De les 4 persones inactives 1 estava jubilada i 3 estaven estudiant.
Activitats econòmiques
Dels 3 establiments que hi havia el 2007, 1 era d'una empresa de fabricació d'altres productes industrials, 1 d'una empresa d'informació i comunicació i 1 d'una empresa de serveis.
L'any 2000 a Charency hi havia 3 explotacions agrícoles que ocupaven un total de 204 hectàrees.

## Poblacions més properes
El següent diagrama mostra les poblacions més properes.